# Liban Abdi
Liban Abdi (som. Liibaan Cabdi, arab. لبان عبدي) (ur. 5 października 1988 w Burco) – somalijski piłkarz, posiadający obywatelstwo norweskie, grający na pozycji pomocnika.

## Kariera
Swoją juniorską karierę rozpoczął w norweskich klubach: Skeid oraz Vålerenga Fotball. W 2004 roku trafił do szkółki angielskiego Sheffield United F.C. W 2008 roku trafił do pierwszej drużyny SUFC. W kolejnym sezonie został wypożyczony do Ferencvárosi TC, by po roku przenieść się do węgierskiego klubu definitywnie. Po dwóch latach, w 2012 roku, Abdi przeniósł się do portugalskiego SC Olhanense. Następnie grał w takich klubach jak: Académica Coimbra, Çaykur Rizespor i Lewski Sofia. W 2016 trafił do FK Haugesund, a w 2018 do Ettifaq FC.